# Giacomo Manzù

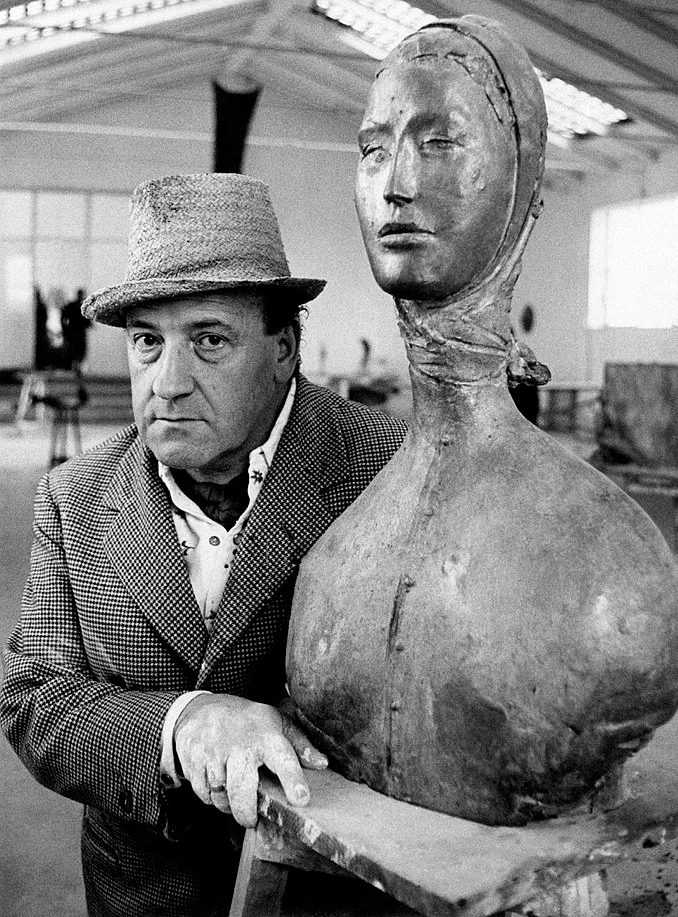
Giacomo Manzù in 1966b

Giacomo Manzù, eigenlijk Giacomo Manzoni (Bergamo, 22 december 1908 - Rome, 17 januari 1991) was een Italiaans kunstenaar. Hij werd geboren in Bergamo, een stad ten noordoosten van Milaan in Italië, als twaalfde kind in een gezin van veertien. Zijn vader was schoenmaker en koster van de plaatselijke parochie.

## Biografie

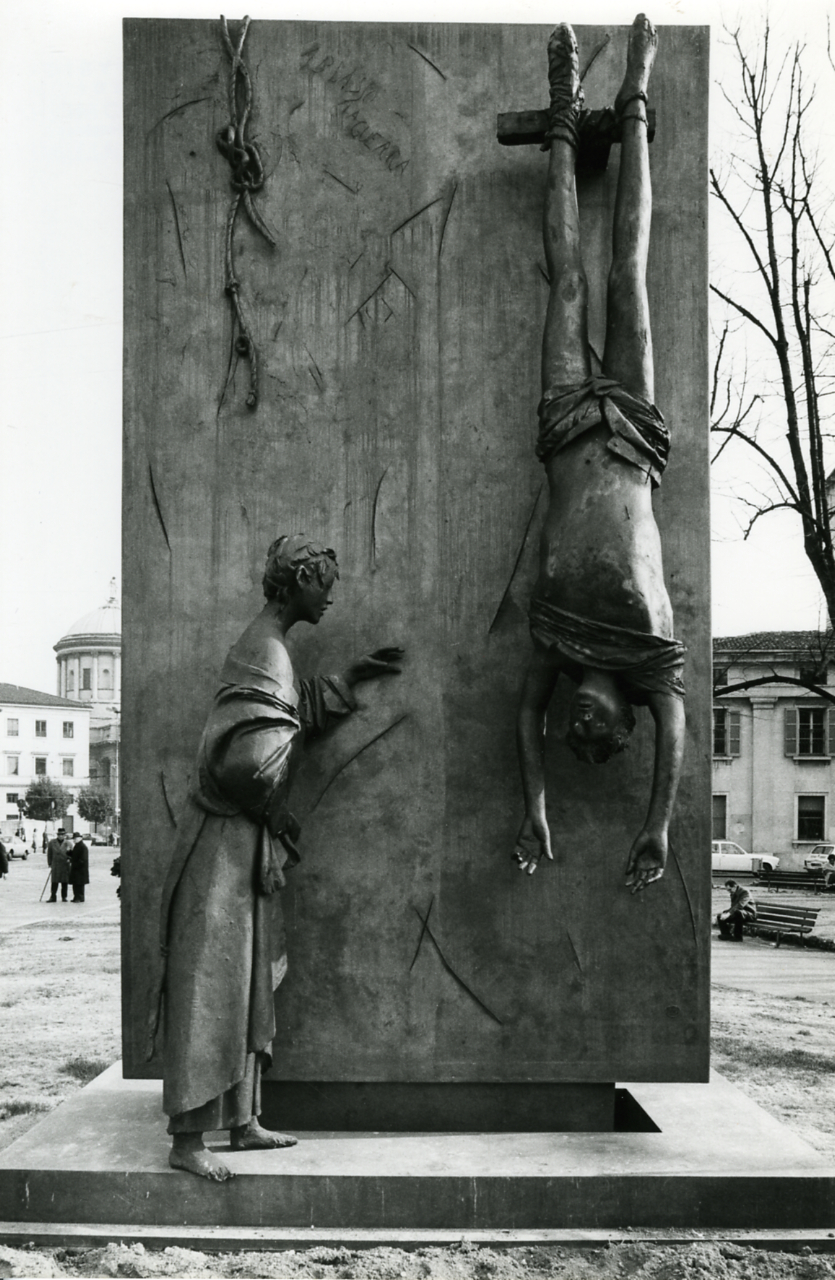
Monumento al partigiano (1977), Bergamo. Foto Paolo Monti.

Manzù begon als leerling bij een houtsnijder, waar hij kerkelijke beelden maakte. Daarna leerde hij het pleisterwerk bij een stukadoor, hetgeen hem later van pas zou komen. Tijdens zijn militaire dienstplicht in Verona studeerde hij af en toe beeldende kunsten aan de plaatselijke academie.
Zijn eerste opdracht was in 1930 het versieren van de kapel aan de universiteit in Milaan, waar hem zijn ambachtelijke vaardigheden als stukadoor van pas kwamen. Gezien zijn verdiensten op dat gebied, werd hij docent op de kunstacademie aldaar.
De grote doorbraak in zijn carrière als beeldhouwer kwam in 1953 met zijn eerste solotentoonstelling. Hij had toen onder andere de bekende beelden "de danspas" (1950) en "de Kardinaal" (1952) gemaakt.
In 1955 werd Giacomo Manzù docent in Salzburg, waar hij zijn latere vriendin Inge Schabel, een danseres aan de Opera aldaar, ontmoette. Deze inspireerde hem tot het ontwerpen van balletkostuums.
Manzù beschouwde als zijn grote voorbeelden: Donatello, Auguste Rodin en Rosso Fiorentino.

## Zijn werk
Hij breidde zijn ontwerpterrein gedurig uit met andere kunstvormen dan tekenen en beeldhouwen. Zo ontwierp hij enkele van de kerkpoorten voor de Sint-Pietersbasiliek in Vaticaanstad, de "Porta della Morte" (poort des doods), en de Dom in Salzburg.
Tussen 1965 en 1968 ontwierp Manzù de deuren van de Grote of Sint-Laurenskerk (Rotterdam) in Rotterdam, de kerk die tijdens het bombardement van 14 mei 1940 zwaar werd beschadigd. De zware bronzen  deuren van oorlog en vrede (1968) zijn zowel aan de buiten- als binnenzijde voorzien van gebeeldhouwde vredesmotieven.

## Fotogalerij

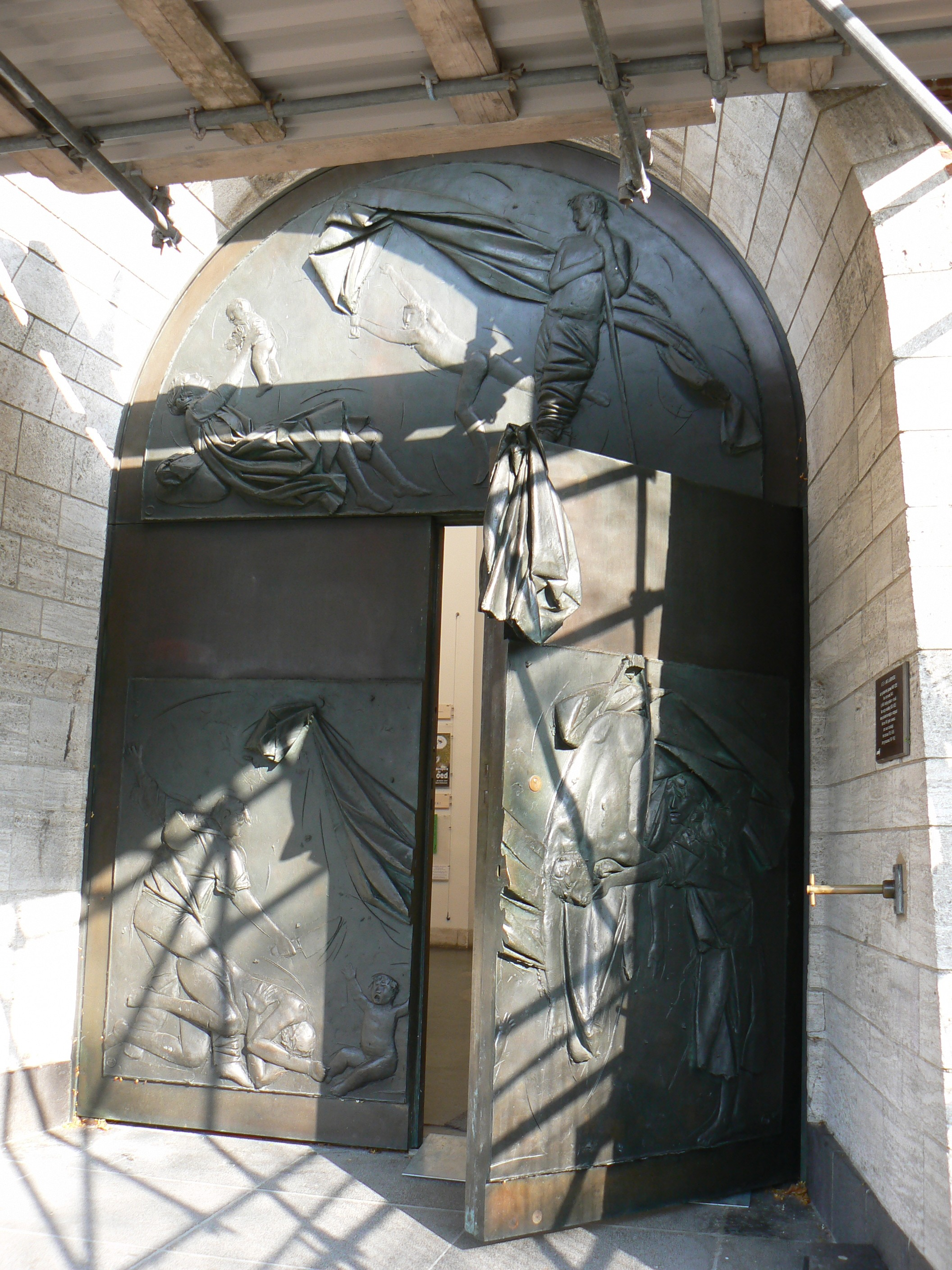
Laurenskerk in Rotterdam
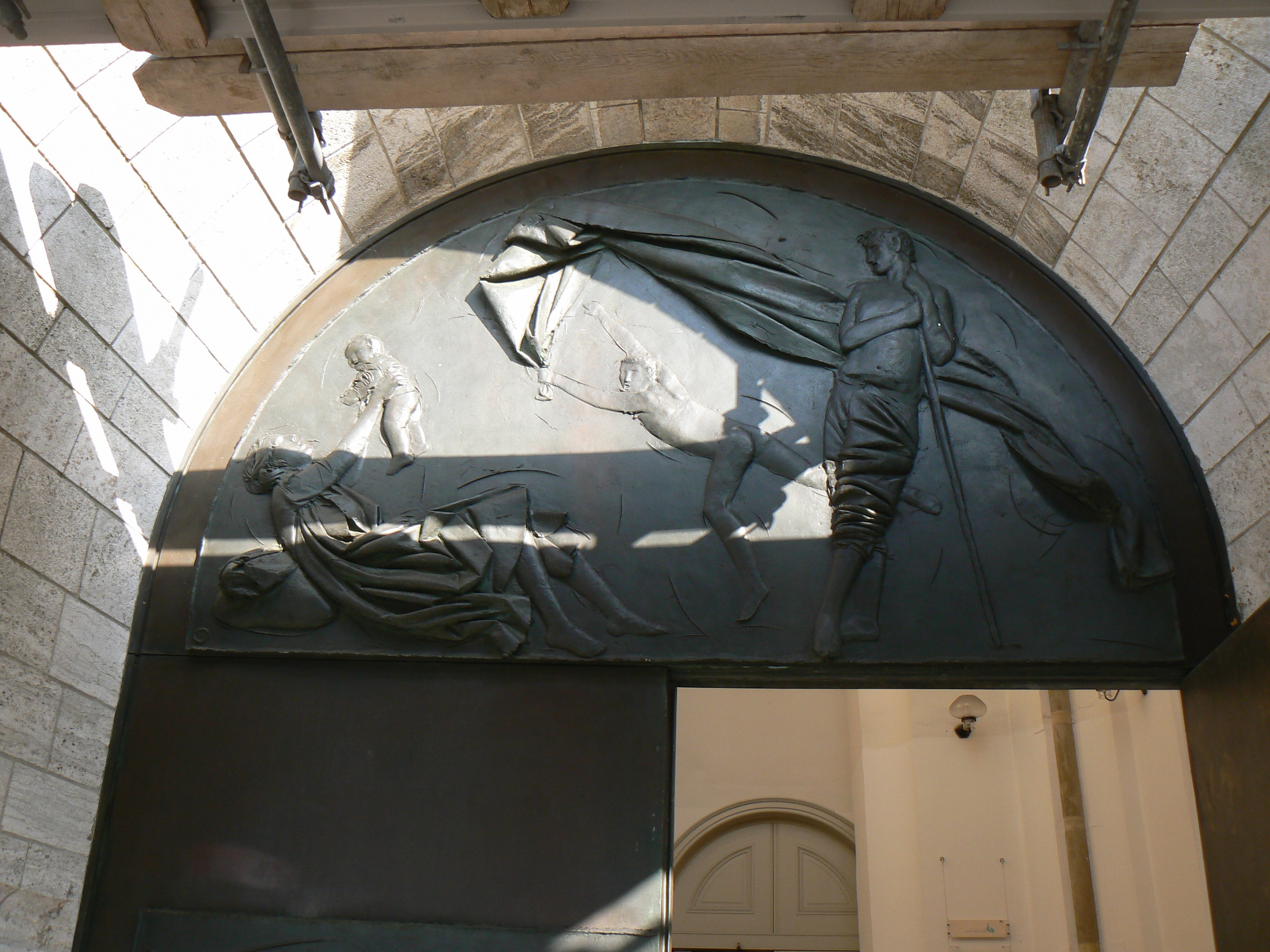
Laurenskerk, Rotterdam
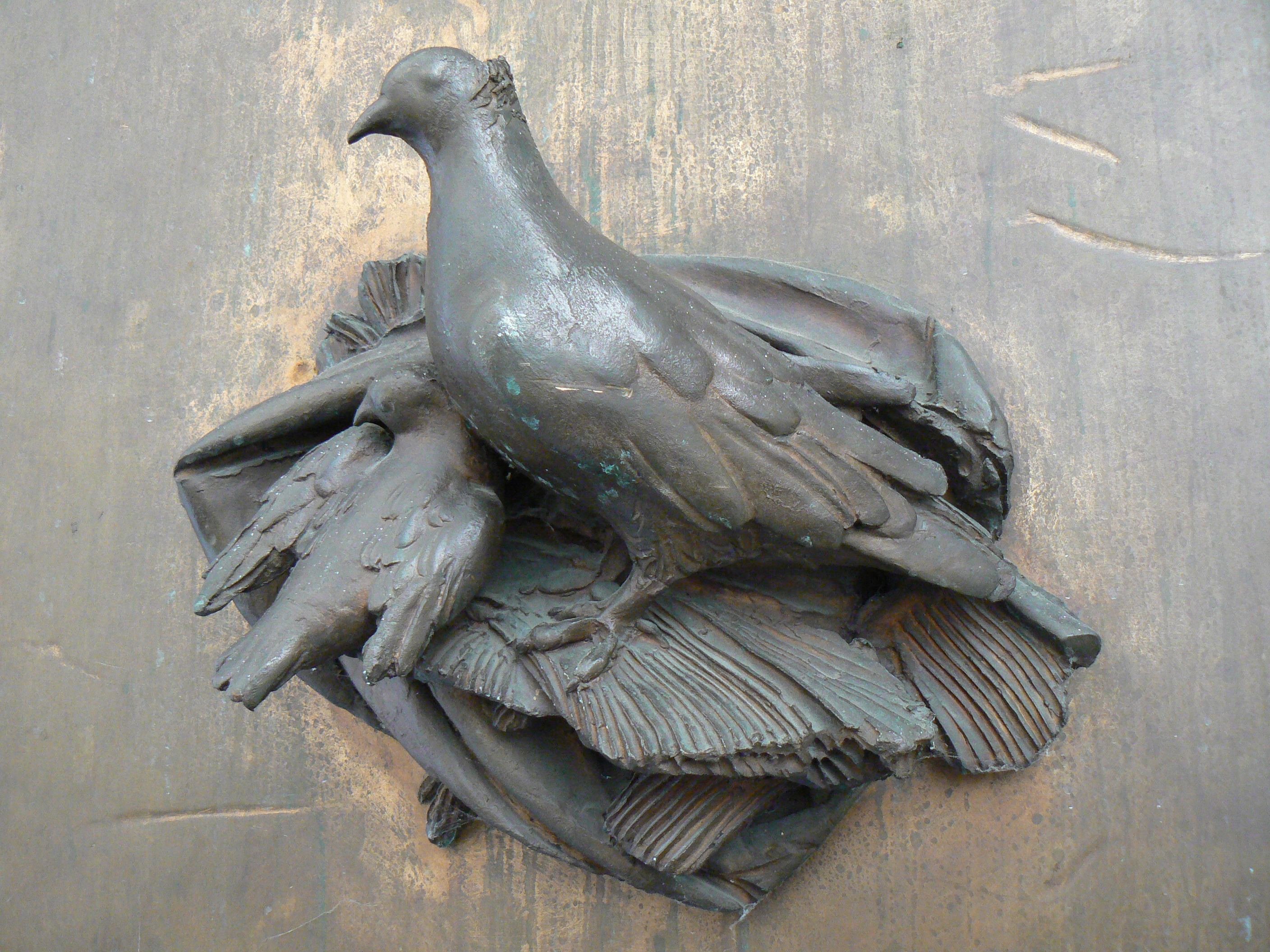
Vredesduif, Rotterdam
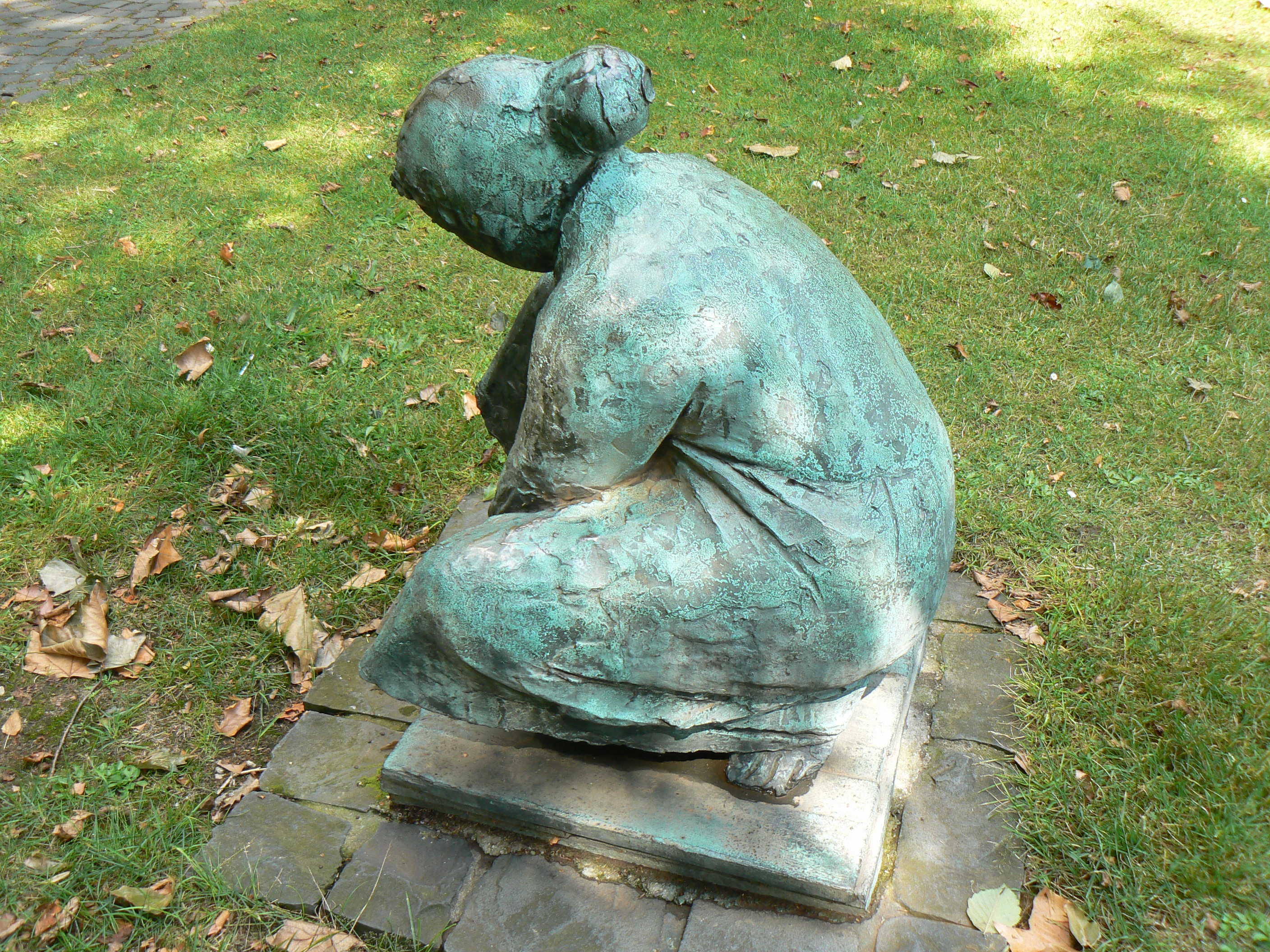
Spielende Frau (1956), Marl
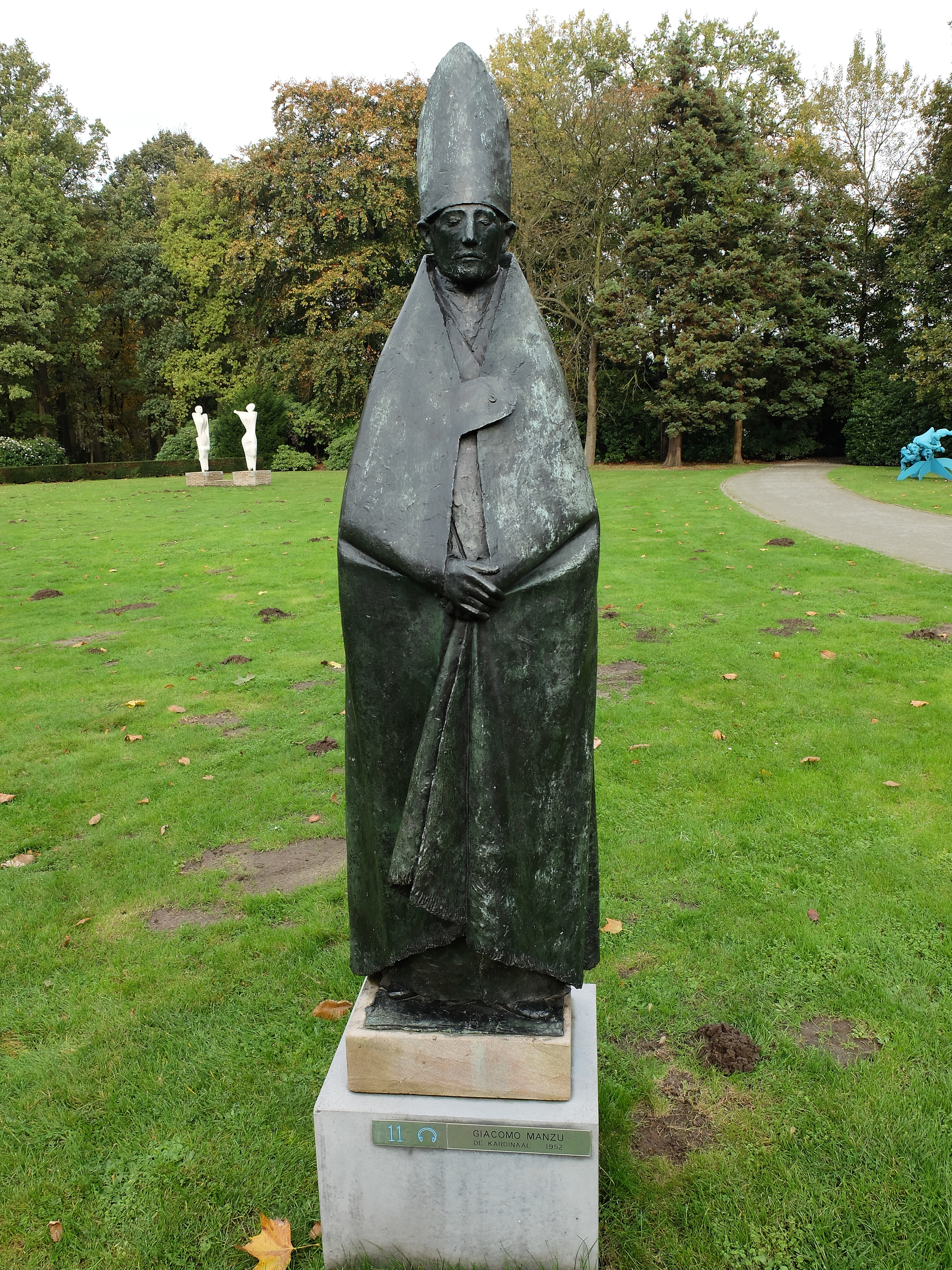
De kardinaal, 1952, Openluchtmuseum voor beeldhouwkunst Middelheim

Zijn oeuvre is omvangrijk en breed (meer dan 400 beelden), ondanks het feit, dat hij meerdere versies heeft gemaakt van verschillende van zijn beelden.
Beelden van Manzù vindt men in vele musea en beeldenparken. Onder andere in:
- Openluchtmuseum voor beeldhouwkunst Middelheim in Antwerpen
- Beelden aan Zee in Scheveningen
- Skulpturenmuseum Glaskasten, buitencollectie in Marl
- Galleria nazionale d'arte moderna e contemporanea in Rome
- Raccolta Manzù de collectie Manzù in Ardea

## Plaats in de geschiedenis
Giacomo Manzù neemt een grote plaats in in de traditie van klassieke beeldhouwers en kan ook in één adem met verdienstelijke traditionele beeldhouwers van alle tijden worden genoemd. Hij heeft daadwerkelijk bijgedragen aan de kwaliteit van de beeldhouwkunst. Manzù heeft in Italië en daarbuiten vele onderscheidingen ontvangen. Hem is op zijn vakgebied de hoogste eer verleend.

## Trivia
- De Nederlandse beeldhouwer en schrijver Jan Wolkers behoorde in Salzburg tot de leerlingen van Manzù.
- Manzù was de vader van Pio Manzù (1939-1969), die de Fiat 127 ontwierp en onderweg naar de interne presentatie van dit model aan de Fiat-directie omkwam bij een eenzijdig auto-ongeluk.[1]